# Gabriele Köllmann
Pour les articles homonymes, voir Kollmann.
Cet article concerne une kayakiste ouest-allemande. Pour le personnage de la série télévisée Medicopter, voir Gabriele Kollmann.
Gabriele Köllmann est une kayakiste ouest-allemande spécialiste des courses de slalom.
Elle remporte deux médailles aux Championnats du monde de slalom en K-1 par équipes, l'une en argent en 1979 et l'autre en or en 1981.